# 施托克山 (采爾馬特)
45°59′08″N 7°50′16″E / 45.985632°N 7.837897°E

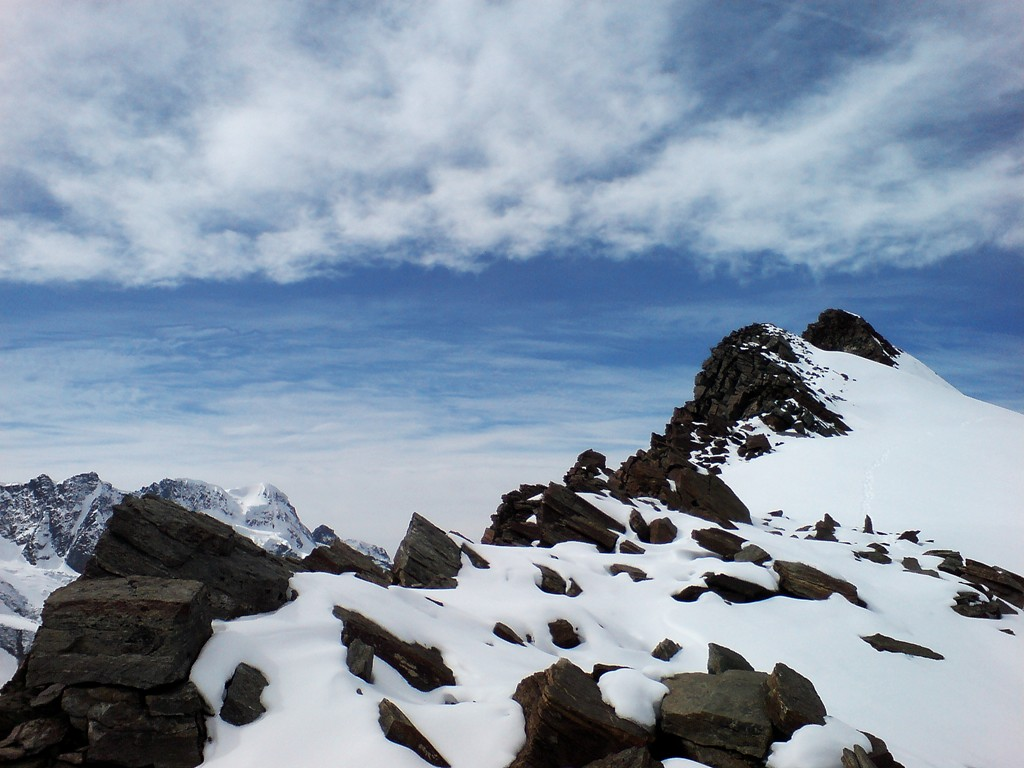

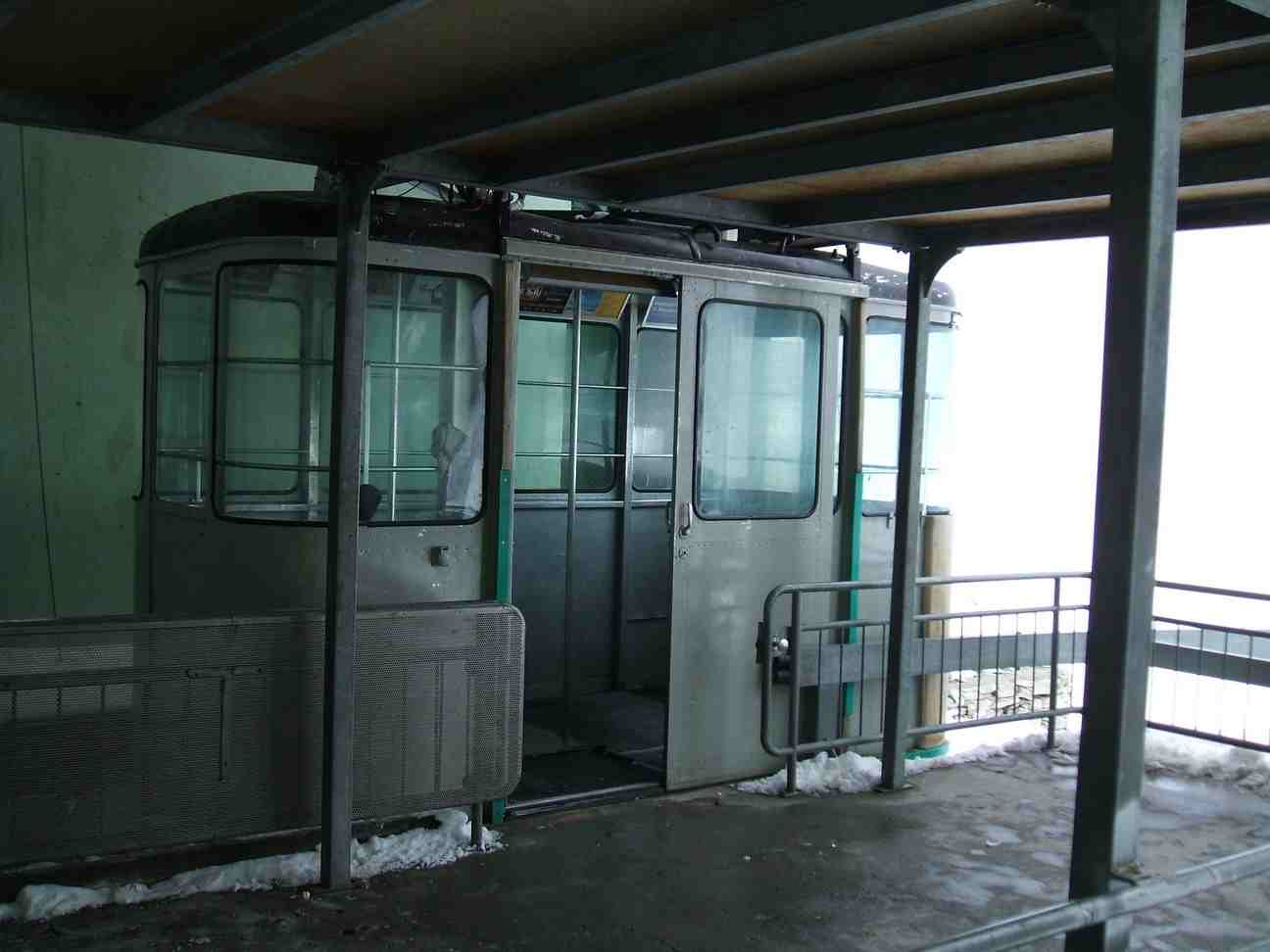

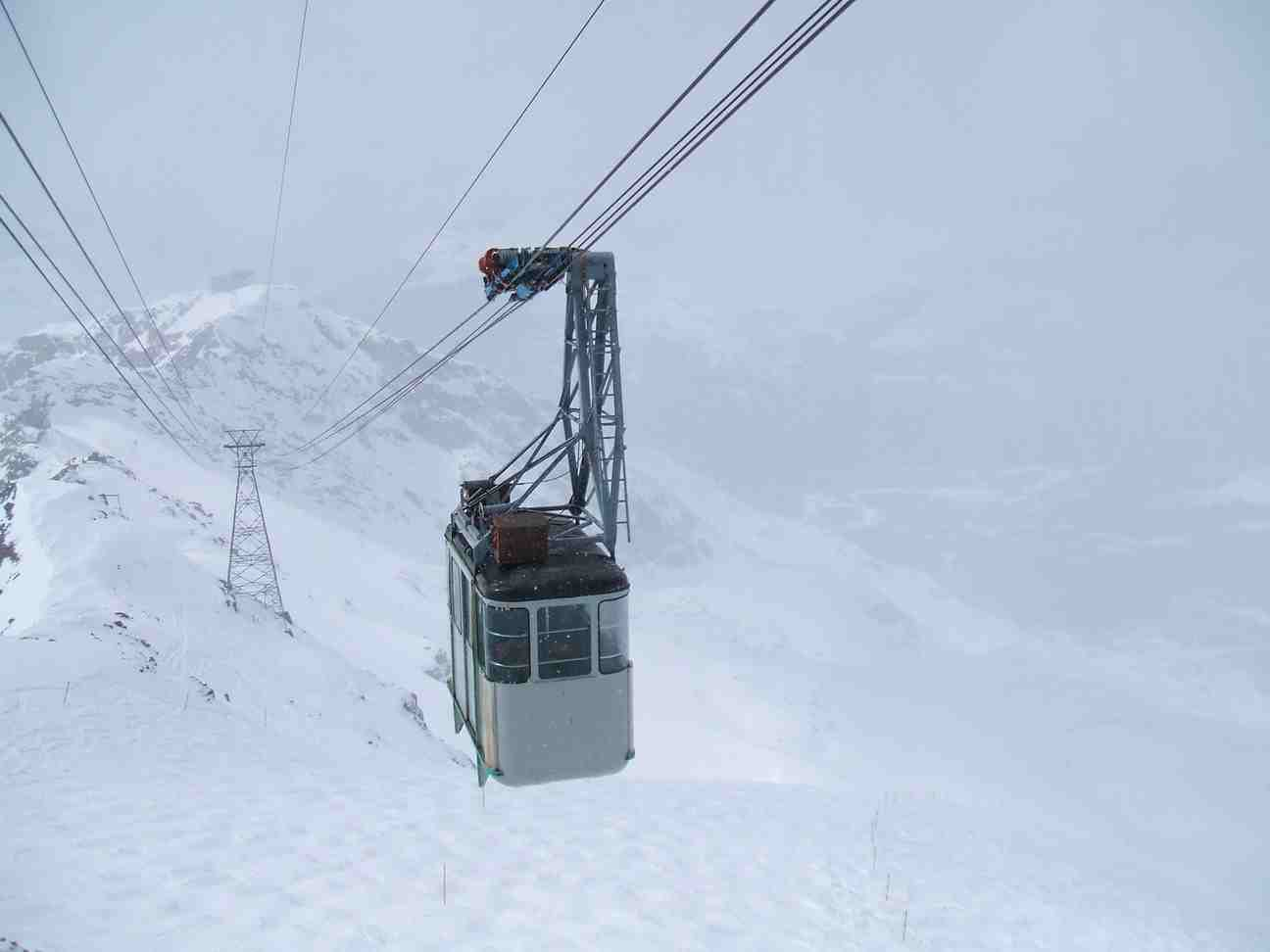

施托克山（Stockhorn），是瑞士的山峰，位於該國西南部，由瓦萊州負責管轄，屬於本寧阿爾卑斯山脈的一部分，距離伯爾尼110公里，海拔高度3,532米，每年平均降雨量1,358毫米。